# Shana Penn
Shana Penn – amerykańska autorka książek historycznych z zakresu studiów slawistycznych, a zwłaszcza polonistyki i gender studies. Feministka, wykładowczyni, publicystka.

## Życiorys
Wykłada na Mills College. Jest dyrektorką wykonawczą Taube Foundation for Jewish Life and Culture w Stanach Zjednoczonych. Była dyrektorką ds. komunikacji medialnej w United States Holocaust Memorial Museum i dyrektorką programową w International Museum of Women w San Francisco. Jedna ze współzałożycielek Network of East-West Women (NEWW). Publikuje m.in. w Journal of Women’s History, Ms. Magazine, San Francisco Chronicle, The Forward, Women's Review of Books i Gazecie Wyborczej.

## Podziemie kobiet
Jej książka wydana w Polsce w 2003 roku podejmuje problematykę statusu kobiet w "„Solidarności”. Shana Penn rekonstruuje rolę kobiet w podziemiu, ich działalność opozycyjną, oraz świadomość swego miejsca w ruchu społecznym. Wskazuje na to, że kobiety działające w „Solidarności” doświadczały dyskryminacji, pomimo zaangażowania w opór wobec władz PRL uznanie dla ich roli w demokratycznej Polsce było nikłe. Relacjonuje marginalizowanie kobiet, które w przeciwieństwie do mężczyzn zostały pominięte przy rozdziale godności i stanowisk państwowych pomiędzy członków środowiska opozycyjnego. Pisze o zjawisku backlashu wobec emancypacji kobiet w Polsce, wyrażającym się w utrudnianiu dostępu do antykoncepcji, delegalizacji przerywania ciąży, wypieraniu kobiet z rynku pracy, m.in. poprzez likwidowanie żłobków i przedszkoli, o dużym wpływie Kościoła katolickiego na politykę państwa. Wskazuje na wymazanie kobiet z mitu założycielskiego Solidarności, ich nieobecność w medialnych relacjach o tamtych wydarzeniach i nieobecności podczas uroczystości rocznicowych. Zbierając materiały do książki Penn przeprowadziła rozmowy m.in. z Anną Bikont, Teresą Bogucką, Anną Dodziuk, Anką Grupińską, Ewą Kulik, Barbarą Labudą, Heleną Łuczywo, Wandą Nowicką, Joanną Szczęsną, Małgorzatą Tarasiewicz, Anną Walentynowicz. Wstęp do książki napisała Maria Janion.

## Wybrane publikacje
- The Women's Guide to the Wired World, Feminist Press 1997
- Solidarity's Secret: The Women Who Defeated Communism in Poland, University of Michigan Press 2005

## Publikacje przetłumaczone na j. polski
- Podziemie kobiet, przeł. Hanna Jankowska, wstęp Maria Janion, Warszawa: Rosner & Wspólnicy 2003, ISBN 83-89217-20-1
- Sekret „Solidarności”. Kobiety, które pokonały komunizm w Polsce, przeł. Maciej Antosiewicz, Warszawa: Wydawnictwo W.A.B. – Grupa Wydawnicza Foksal 2014, ISBN 978-83-280-0894-6